# ТЕЦ Плонськ
52°36′56″ пн. ш. 20°21′40″ сх. д. / 52.61556° пн. ш. 20.36111° сх. д.
ТЕЦ Плонськ — теплоелектроцентраль у однойменному місті, за півсотні кілометрів на північний захід від Варшави.
У 1978 році в Плонську почала роботу система центрального опалення, для чого ввели котельню з вугільними котлами — трьома паровими OR 16 та одним водогрійним WR 10. В 1993-му був додатково встановлений водогрійний котел WRp 23.
У 2008-му змонтували паровий котел OS-14 потужністю 12,5 МВт, розрахований на спалювання біомаси. В тому ж десятилітті зменшили потужність водогрійних котлів, модифікувавши їх до рівня WR-7EM та WRm-15. Загальна теплова потужність об'єкта з цими трьома котлами зменшилась до 37,1 МВт.
Ще одним напрямком модернізації стало перетворення у 2008-му котельні на теплоелектроцентраль. Втім, встановлене у ній генераторне обладнання має дуже малу потужність у порівнянні з котельним — взимку тут працює синхронна турбіна з протитиском потужністю 2,1 МВт, а влітку асинхронна турбіна з показником 0,2 МВт.